# Burgruine Zavelstein
Die Burgruine Zavelstein ist die Ruine einer Höhenburg auf einer 560 m ü. NN hohen Bergnase über dem Teinachtal am südöstlichen Rand der Gemeinde Bad Teinach-Zavelstein im Landkreis Calw in Baden-Württemberg.

## Geschichte
Archäologische Untersuchungen ergaben, dass die Burg um die Mitte des 13. Jahrhunderts erbaut worden sein dürfte. Die erste urkundliche Erwähnung lässt sich in das Jahr 1303 datieren. Daraus geht hervor, dass wohl ab 1280 ein Herr Richelin, Ritter in Zavelstein, die Burg bewohnt hatte. Bereits 1311 taucht Zavelstein in den Dokumenten als württembergische Burg auf und war damit im Besitz der Grafen von Württemberg. Gemeinsam mit den Burgen Neuenbürg, Calw, Fautsburg, Wildberg und Nagold konnte somit der Einfluss auf die neu erworbenen Gebiete im Nordostschwarzwald aufrechterhalten werden.
Die Burg wurde im 14. Jahrhundert häufig als Lehen oder Pfandobjekt vergeben. 1342 verkaufte Paul von Giltlingen das Lehen der Burg für 1530 Pfund Heller an den Grafen Götz von Tübingen. Drei Jahre später ging Zavelstein als Pfand über 5000 Pfund Heller von den Grafen Ulrich IV. und Eberhard II. von Württemberg an den Pfalzgrafen Wilhelm von Tübingen über. Da Wilhelm ein Jahr später ohne Erben starb, fiel Zavelstein gemäß Vertrag wieder an Württemberg zurück. Dem Bruder Wilhelms, Götz von Tübingen, stand die Burg 1365 als Leibgedinge zu. Dieses gab er bereits ein Jahr später auf.

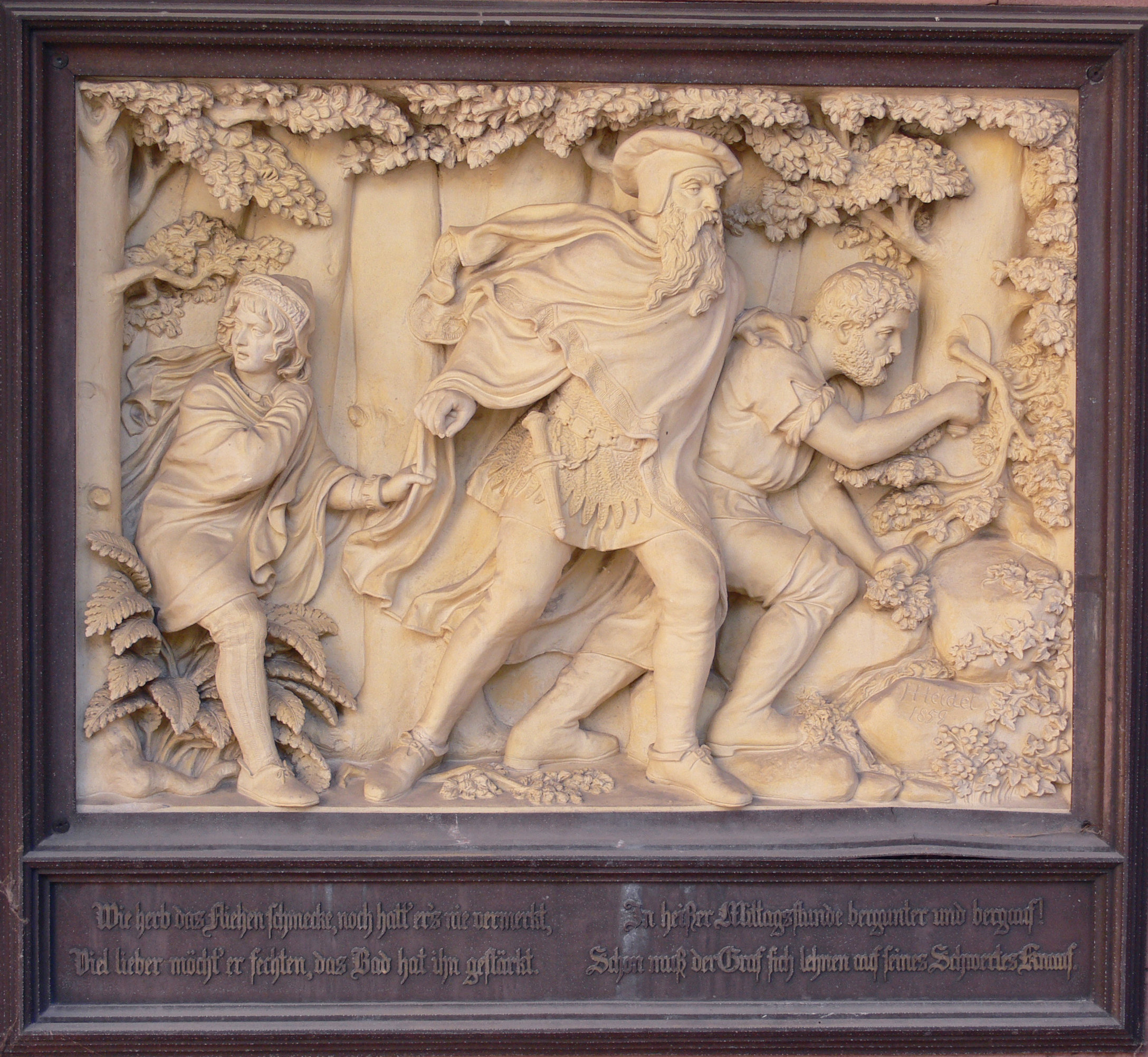
Überfall in Wildbad

Burg Zavelstein erlangte 1367 Bedeutung, als der Württemberger Graf Eberhard II., genannt der Greiner, und sein Sohn Ulrich bei einem Überfall im Wildbad durch die Adelsgesellschaft der Martinsvögel einer Gefangennahme durch Flucht auf die Burg entgehen konnten. Auf Grund der schlechten Finanzlage des Hauses Württemberg wurde die Herrschaft Zavelstein ständig weitergereicht.
Aus einer Urkunde 1396 geht hervor, dass der Pfand von Gerhard von Straubenhardt an die Rechtsnachfolger Straub von Straubenhardt und Schimpf von Gültlingen übergegangen war. Erst 1468 kamen mit der Verpfändung der Einkünfte der Burg und Stadt Zavelstein für 2600 Gulden an Burkhard von Ehingen geordnete Verhältnisse auf. Das Rittergeschlecht von Ehingen hatte bis 1552 die Besitzrechte inne. Während der Bauernkriege wurde die Burg 1525 beschädigt, aber nicht besetzt. Herzog Christoph von Württemberg löste das Pfand 1552 von Hans von Ehingen ein.

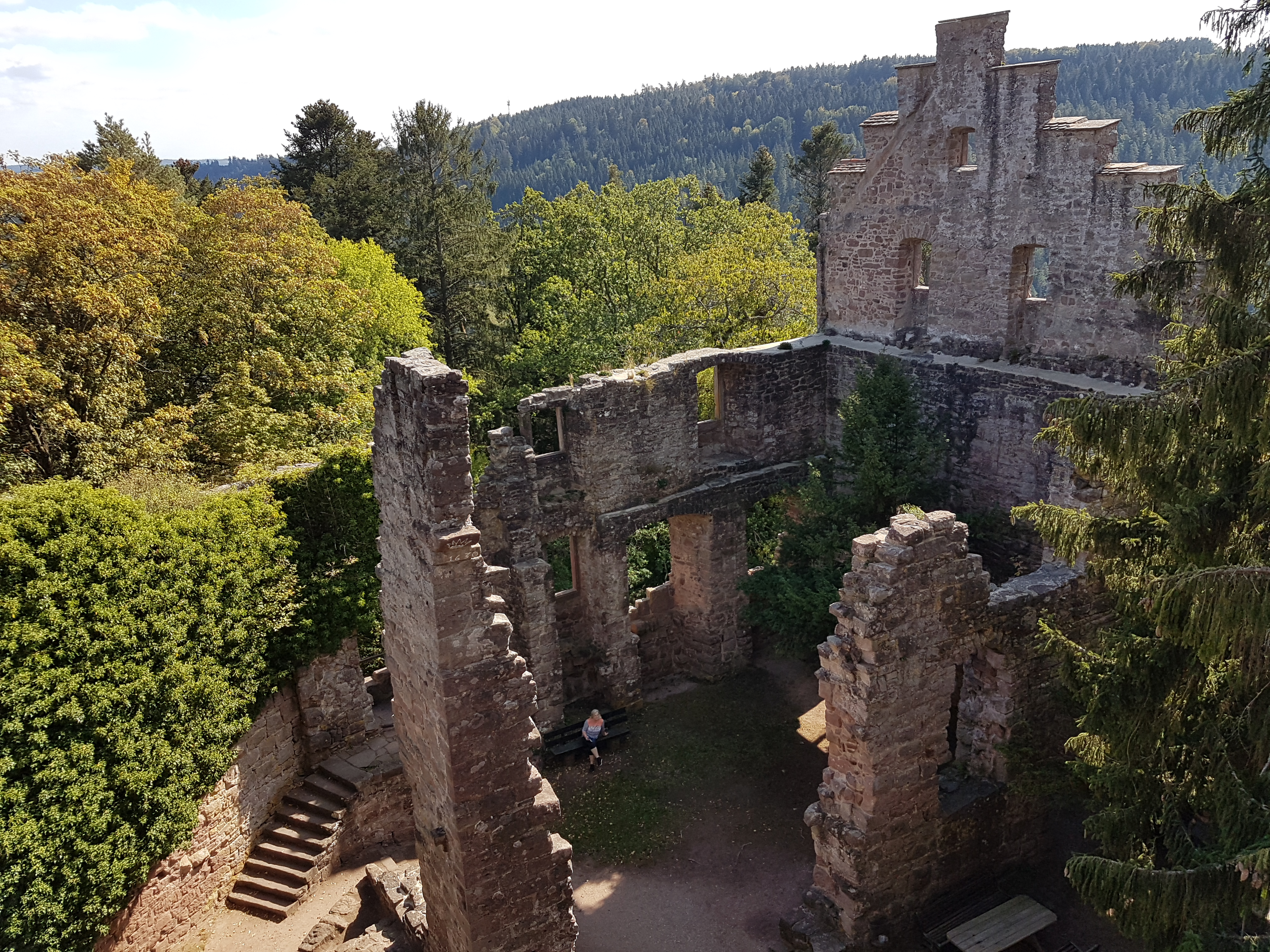
Blick vom Bergfried auf den „Alten Bau“ (September 2018)

Senkrechtluftbild (Mai 2024)

Luftbild, Blick von Süden (Mai 2024)

1554 wurde Jordan von Braitenbach auf Roßnitz mit der Burg belehnt. Dieser sanierte von 1554 bis 1589 für 3500 Gulden die Burganlagen, was über Baurechnungen nachgewiesen wurde. Nach dessen Tod 1593 dürfte dessen Witwe Agnes von Braitenbach dort weiterhin gewohnt haben. Nach deren Tod 1612 wurde das Lehen durch Herzog Johann Friedrich von Württemberg an Freiherr Benjamin Buwinghausen von Wallmerode übertragen. 1620 kaufte der Freiherr Zavelstein und begann mit umfangreichen Baumaßnahmen, die bis 1630 gedauert haben. In dieser Zeit wurde die Burg zum Schloss umgebaut. Nach der Schlacht bei Nördlingen wurde das Schloss 1634 geplündert. Nachdem der Freiherr an der Pest 1635 in Stuttgart verstorben war, übernahm dessen Sohn Jakob Friedrich Buwinghausen den Besitz. Dieser wurde später als Calwer Obervogt insbesondere durch einige Hexenprozesse bekannt. 1686 übernahm Eberhard Friedrich Buwinghausen den Besitz sowie auch die Ämter seines Vaters.
Nach der Zerstörung von Hirsau und Calw wurde Zavelstein 1692 durch Truppenteile Melacs zerstört. Nur wenige Gebäudeteile des Schlosses blieben bewohnbar, Zavelstein wurde von den Buwinghausens verlassen. Eberhard Friedrich Buwinghausen verkaufte den Besitz 1710 für 20000 Gulden an Herzog Eberhard Ludwig von Württemberg. Das Schloss wurde jedoch nicht wieder aufgebaut und blieb eine Ruine. 1844 wurden die Treppen des Bergfrieds erneuert und dieser seitdem als Aussichtsturm genutzt. 1991 fanden während Sanierungsarbeiten baubegleitende archäologische Untersuchungen statt.

## Anlage

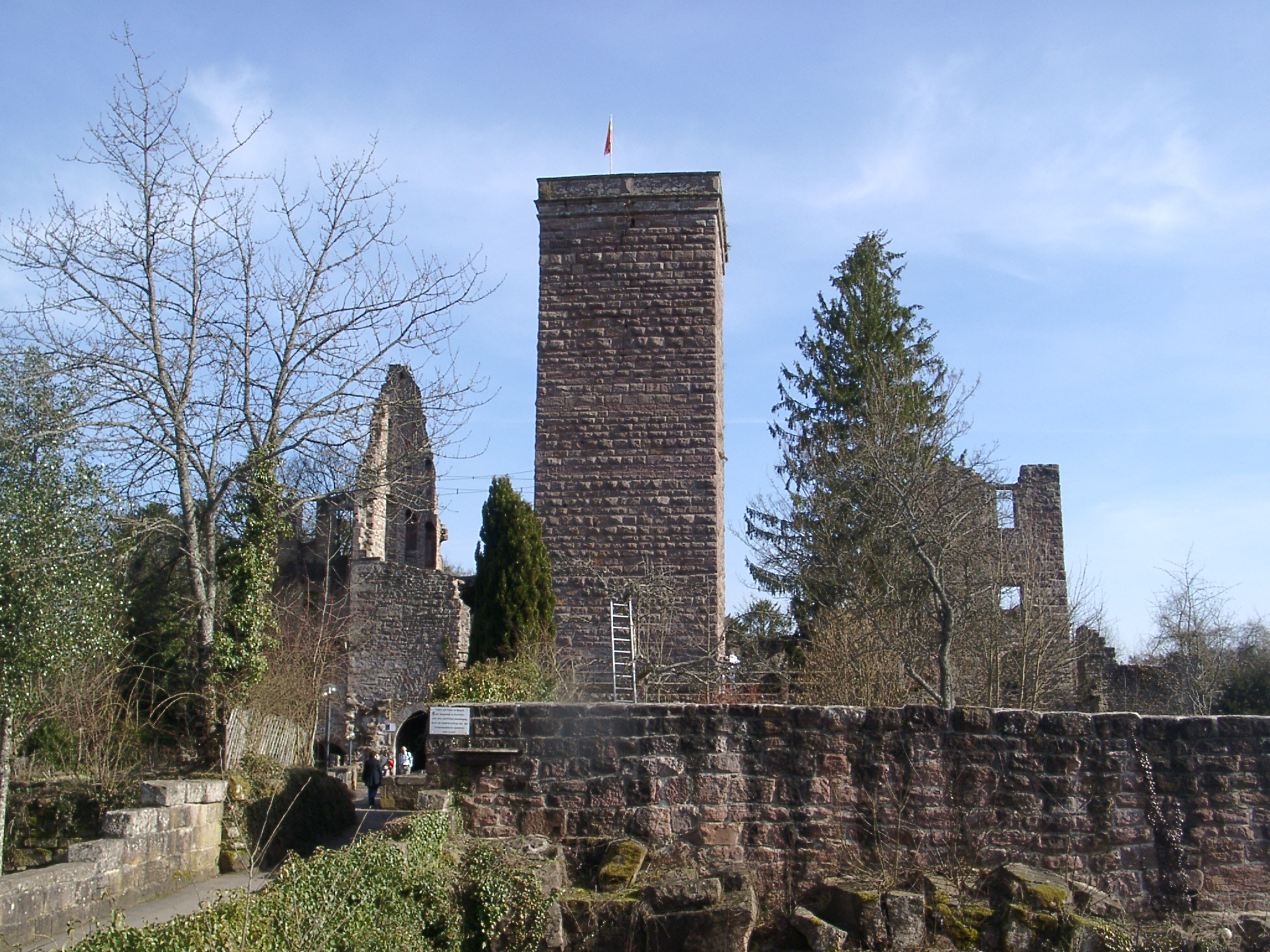
Stadtseitige (nordwestliche) Ansicht der Anlage mit Bergfried (Januar 2010)

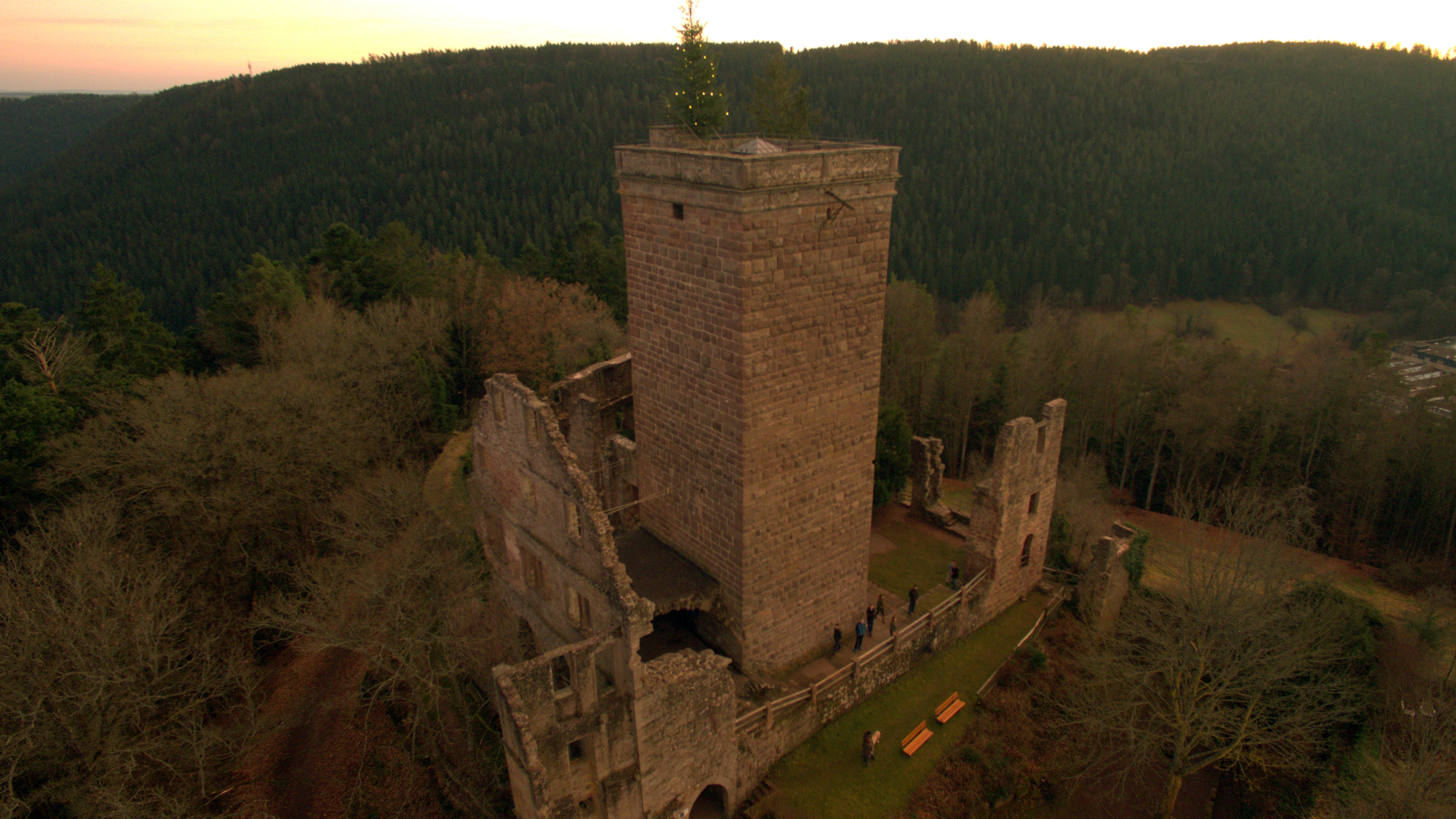
Südecke des rund 28 Meter hohen Bergfriedes mit Buckelquader-Mauerwerk (Dezember 2015)

Von der ehemaligen Stauferburg ist nur noch die spätromanische Kernburg erhalten. Zu erkennen sind noch die beiden Halsgräben, die Toranlage, die Palasruine, ein Kellergewölbe, Teile der Schildmauer sowie weitere Mauerreste von Ringmauern und Zwingeranlage und der 28 Meter hohe Bergfried.